# جایزه ملی شوچنکو
جایزه ملی شوچنکو (اوکراینی: Націона́льна пре́мія Украї́ни і́мені Тараса́ Шевче́нка) بالاترین جایزهٔ دولتی کشور اوکراین است که از سال ۱۹۶۱ میلادی، در زمینهٔ فرهنگ و هنر اهدا می‌شود. این جایزهٔ نام خود را از هنرمند نامدار اوکراینی تاراس شوچنکو می‌گیرد و یکی از پنج جایزهٔ دولتی اوکراین است که در زمینهٔ دستاوردهای برجسته در حوزه‌های گوناگون اعطا می‌شود.